# Scisciano
Scisciano – miejscowość i gmina we Włoszech, w regionie Kampania, w prowincji Neapol.
Według danych na rok 2004 gminę zamieszkiwało 4881 osób, 976,2 os./km².